# Парк зрошувального садівництва
Парк зро́шувального садівни́цтва — парк-пам'ятка садово-паркового мистецтва місцевого значення в Україні. Розташований на території міста Мелітополь Запорізької області, на проспекті Б. Хмельницького. 
Площа 5 га. Статус присвоєно згідно з рішенням Запорізького обласного виконавчого комітету від 25.09.1984 року № 315. Перебуває у віданні: Інститут зрошувального садівництва.